# Torre de Burgo
|  | No s'ha de confondre amb Torre del Burgo. |

La Torre de Burgo estava situada al damunt -ponent- del poble de Burgo, en el terme municipal de la Guingueta d'Àneu, en territori de l'antic municipi d'Unarre.